# Sân vận động Sammy Ofer
Sân vận động Sammy Ofer (tiếng Hebrew: אצטדיון סמי עופר), còn được gọi là Sân vận động Thành phố Haifa (tiếng Hebrew: האצטדיון העירוני חיפה), là một sân vận động đa năng có sức chứa 30.942 chỗ ngồi ở Haifa, Israel. Việc xây dựng bắt đầu vào cuối năm 2009 và hoàn thành vào năm 2014. Sân vận động được phát triển và xây dựng bởi Haifa Economic Corporation, quản lý bởi Adv. Gal Peleg.
Hiện tại, sân vận động này được sử dụng hầu hết cho các trận đấu bóng đá, tổ chức các trận đấu trên sân nhà của Maccabi Haifa và Hapoel Haifa F.C. Sân vận động này đã thay thế Sân vận động Kiryat Eliezer, đã bị đóng cửa vào năm 2014 và bị phá bỏ vào năm 2015. Sân vận động này được đặt theo tên của tỷ phú quá cố người Israel Sammy Ofer, người đã quyên góp 20.000.000 USD để xây dựng sân vận động. Ofer đóng góp 19% tổng chi phí của sân vận động. Sân vận động cũng là sân nhà của đội tuyển bóng đá quốc gia Israel cho một số trận đấu sân nhà được lựa chọn.

## Lịch sử

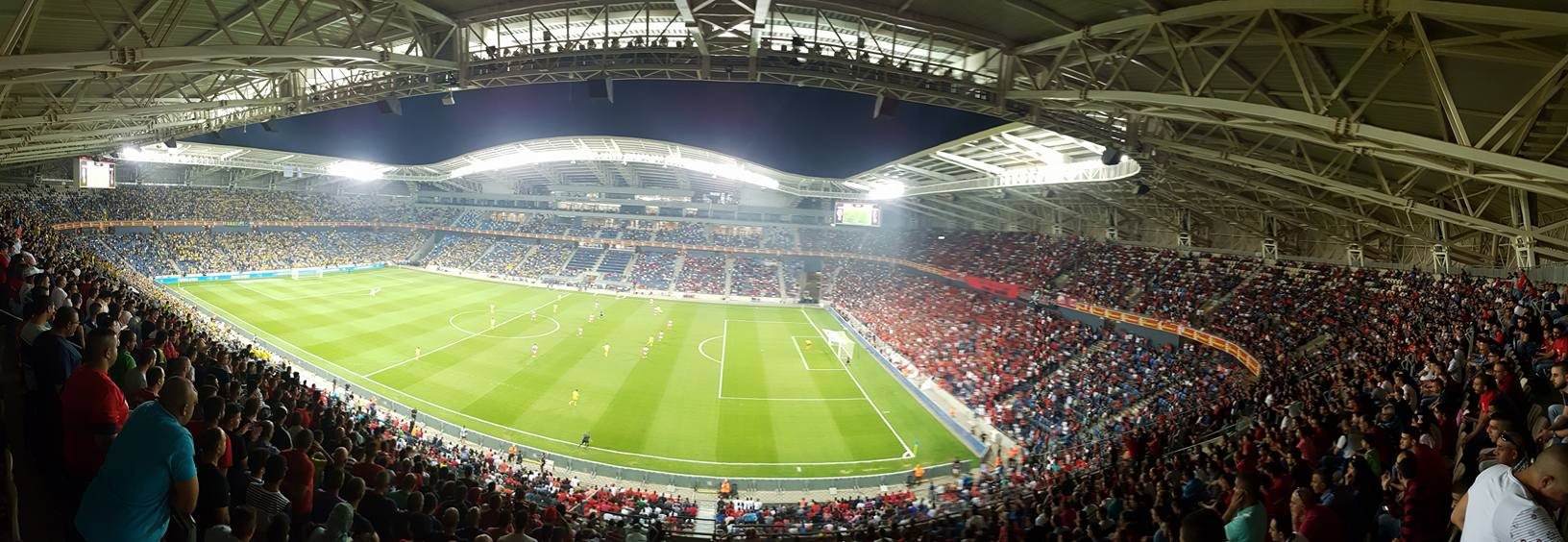
Sân vận động Sammy Ofer của Haifa. Sân vận động lớn thứ hai của đội tuyển bóng đá quốc gia Israel

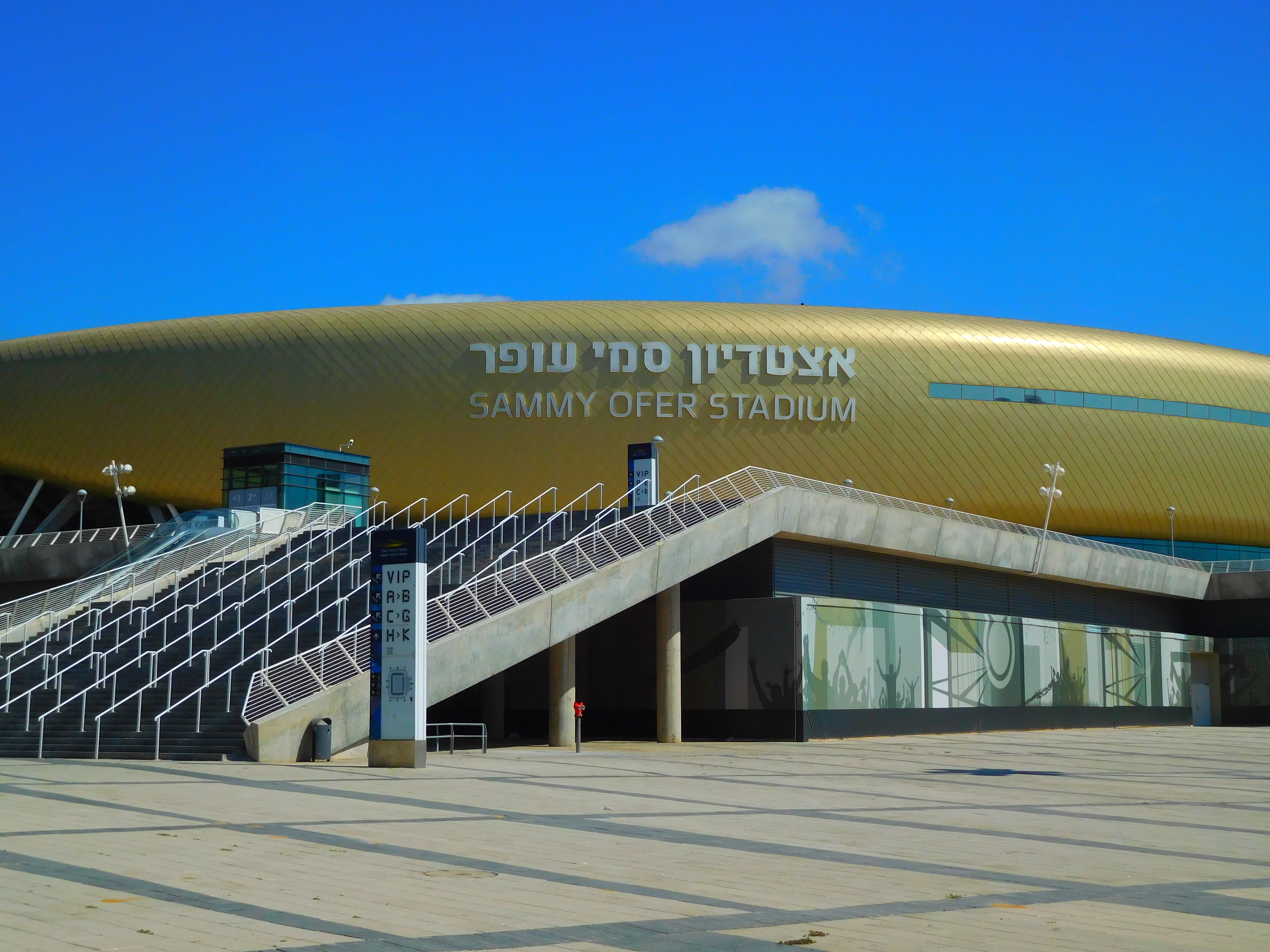
Lối vào chính của sân vận động

Vào ngày 16 tháng 9 năm 2008, Ủy ban Xây dựng Haifa đã phê duyệt kế hoạch của sân vận động và bật đèn xanh cho nó.
Vào tháng 8 năm 2009, kế hoạch chính thức của sân vận động được công bố.
Vào tháng 9 năm 2009, đã có thông báo rằng công việc xây dựng nền móng của sân vận động sẽ bắt đầu vào cuối tháng 9 năm 2009. Trận đấu chính thức đầu tiên tại Sân vận động Sammy Ofer được diễn ra vào ngày 27 tháng 8 năm 2014. Hapoel Haifa có trận đấu với Hapoel Acre (TOTO CUP) và thắng 2–0. Bàn thắng lịch sử đầu tiên trên sân vận động mới được ghi bởi tiền đạo Tosaint Ricketts của Hapoel Haifa. Trận đấu đầu tiên của giải đấu được diễn ra vào ngày 15 tháng 9 năm 2014. Maccabi Haifa tiếp đón Bnei Sakhnin F.C., đội bị họ đánh bại với tỷ số 4–2. Bàn thắng đầu tiên lịch sử của một cầu thủ Maccabi Haifa được ghi bởi tiền vệ Hen Ezra của đội tuyển quốc gia Israel trong những phút bù giờ của hiệp một. Hơn 31.000 cổ động viên đã dự khán. Trận đấu đầu tiên của UEFA Champions League được diễn ra vào ngày 30 tháng 9 năm 2015 giữa Maccabi Tel Aviv với Dinamo Kyiv, Dinamo đã giành chiến thắng 2–0 với các bàn thắng của Andriy Yarmolenko và Júnior Moraes.
Trận đấu đầu tiên của đội tuyển bóng đá quốc gia Israel được diễn ra vào ngày 16 tháng 11 năm 2014. Israel tiếp đón đội tuyển bóng đá quốc gia Bosna và Hercegovina trong trận đấu vòng loại Euro 2016 và giành chiến thắng 3–0. Sân vận động đã bán hết vé, dẫn đến bầu không khí vượt trội hơn so với so sánh, giúp Israel giành chiến thắng trong trận thứ 3 liên tiếp tại giải đấu.

Sân vận động Sammy Ofer

Buổi hòa nhạc đầu tiên tại sân vận động là của Omer Adam vào ngày 24 tháng 5 năm 2018.

## Các trận đấu quốc tế
| Ngày                 |        | Kết quả |                      | Giải đấu                      | Khán giả |
| -------------------- | ------ | ------- | -------------------- | ----------------------------- | -------- |
| 16 tháng 11 năm 2014 | Israel | 3–0     | Bosna và Hercegovina | Vòng loại Euro 2016           | 28.300   |
| 28 tháng 3 năm 2015  | Israel | 0–3     | Wales                | Vòng loại Euro 2016           | 30.200   |
| 3 tháng 9 năm 2015   | Israel | 4–0     | Andorra              | Vòng loại Euro 2016           | 22.650   |
| 5 tháng 9 năm 2016   | Israel | 1–3     | Ý                    | Vòng loại World Cup 2018      | 29.300   |
| 11 tháng 6 năm 2017  | Israel | 0–3     | Albania              | Vòng loại World Cup 2018      | 15.150   |
| 2 tháng 9 năm 2017   | Israel | 0–1     | Bắc Macedonia        | Vòng loại World Cup 2018      | 11.350   |
| 11 tháng 10 năm 2018 | Israel | 2–1     | Scotland             | UEFA Nations League 2018-19 C | 10.234   |
| 21 tháng 3 năm 2019  | Israel | 1–1     | Slovenia             | Vòng loại Euro 2020           | 12.430   |
| 24 tháng 3 năm 2019  | Israel | 4–2     | Áo                   | Vòng loại Euro 2020           | 16.150   |
| 11 tháng 10 năm 2020 | Israel | 1–2     | Cộng hòa Séc         | UEFA Nations League 2020-21 B | 0        |
| 4 tháng 9 năm 2021   | Israel | 5–2     | Áo                   | Vòng loại World Cup 2022      | 13.550   |

## Cổng
| Cổng                         | Lối vào | Khu vực                            |
| ---------------------------- | ------- | ---------------------------------- |
| Câu lạc bộ bạc               | A, B    | 301–305, 307, 309-312              |
| Hộp báo chí                  | A, B    | 306, 308                           |
| Câu lạc bộ vàng và kim cương | VIP     | 401–410                            |
| Hộp Sky                      | VIP     | 501–536                            |
| Khán đài phía Bắc            | C, D    | 101–109, 201-212                   |
| Khán đài Gia đình            | E, G    | 110–113, 119–122, 213–217, 223-227 |
| Khán đài phía Đông           | F       | 114–118, 218-222                   |
| Khán đài phía Nam            | H, J    | 123–128, 228-234                   |
| Khán đài Khách mời           | K       | 129–132, 235-240                   |